# 馮海崗
馮海崗（1920年1月—1993年），男，天津人，祖籍河北省河间县。冯国璋之孙，实业家冯家遇第三子，相声演员冯巩之父。

## 生平
馮海崗毕业于北平天主教辅仁大学教育系。曾任中國國民黨北平市黨部第八區黨部執行委員。
中华人民共和国时期，曾在天津市河北区房管局工作。“文化大革命”时，馮海崗家被抄家、砸毁，全家人被政府分配到大昌兴胡同的一个杂院，住进一间仅有12平方米、没有窗户玻璃的房屋。冯海岗本人被投入监狱几年后，被遣送回河北老家劳动改造。文化大革命结束后，馮海崗家迁回天津市河北区民主道50号的冯国璋旧居居住，这里是当年冯国璋下野之后的住所。

## 家庭
冯海岗的妻子为刘益素，二人育有3子2女。
- 长子：冯信，房产公司总经理
- 次子：冯达，在北京一家化妆品公司工作。
- 三子：冯巩，民革中央副主席。相声演员
- 长女：冯幸耘，全国政协委员、民革中央委员
- 次女：冯书传[2]